# Heraklius
Heraklius war ein Gegenpapst im Jahr 309 oder 310. Er war Anführer einer Gruppe von Gegnern des offiziellen Papstes Eusebius, damals nur „Bischof von Rom“ betitelt. Die spärlichen Informationen über Herklius sind nur durch eine von Papst Damasus I. später angebrachte Grabinschrift für Eusebius überliefert.
Der Konflikt in der Kirchengemeinde jener Zeit bestand um die Wiederaufnahme der Lapsi, der während der Christenverfolgung unter Diokletian vom Glauben Abgefallenen. Eusebius wollte sie nach einer angemessenen Bußzeit wieder in die Kirche aufnehmen. Heraklius führte eine Gegenfraktion an, wobei nicht überliefert ist, ob sie für eine schärfere Position (Novationisten, gegen eine Wiederaufnahme) oder eine mildere (sofortige Wiederaufnahme) eintraten. Der Kirchenhistoriker Johann Peter Kirsch geht von letzterem aus und vermutet, dass Heraklius und seine Unterstützer ihrerseits wenigstens teilweise Apostaten waren.
Heraklius wurde von seinen Anhängern als konkurrierender Bischof von Rom proklamiert. Die gewalttätigen Auseinandersetzungen zwischen beiden Fraktionen eskalierten derart, dass beide von Kaiser Maxentius nach Sizilien verbannt wurden. Dort verstarb Eusebius; über das weitere Schicksal des Heraklius ist nichts bekannt.

## Weblink
- Catholic Encyclopedia: Pope St. Eusebius

| Personendaten    | Personendaten  |
| ---------------- | -------------- |
| NAME             | Heraklius      |
| KURZBESCHREIBUNG | Gegenpapst     |
| GEBURTSDATUM     | vor 309        |
| STERBEDATUM      | 4. Jahrhundert |